# Melanoplus foxi
Melanoplus foxi är en insektsart som beskrevs av Morgan Hebard 1923. Melanoplus foxi ingår i släktet Melanoplus och familjen gräshoppor. Inga underarter finns listade i Catalogue of Life.